# 플룸바고아과
플룸바고아과(plumbago亞科, 학명: Plumbaginoideae 플룸바기노이데아이[*])는 갯질경과의 아과이다.

## 하위 분류
- Ceratostigma Bunge
- Plumbagella Spach
- Plumbago Tourn. ex L.